# Hu Yadong
Hu Yadong (chiń. 胡亚东 ur. 3 października 1968) – chińska wioślarka. Dwukrotna medalistka olimpijska z Seulu.
Zawody w 1988 były jej jedynymi igrzyskami olimpijskimi. Wywalczyła dwa medale, srebro w czwórce ze sternikiem oraz brąz w ósemce. Na mistrzostwach świata w 1989 zdobyła srebro w czwórce bez sternika. W tej samej konkurencji triumfowała na igrzyskach azjatyckich w 1990.